# 得汉城
得汉城位于中国四川省巴中市通江县永安镇大通江畔得漢城村得漢城東、南門外崖壁上。是南宋四川置制司抗蒙山城之一。得汉城坐落于三面环水的三层台地之上，每层台地都十分陡峭，类似一圈天然城墙，城内则土地肥沃、水源充足，地理条件十分优越，是四川山城防御体系的重要据点，抗蒙“川中八柱”之一。得汉城建于淳祐九年（1249年），时任南宋四川安抚制置使的余玠将此城命名为“得汉”，取收复汉中之意，并且将洋州治所移至得汉城。南宋军民在此坚守长达15年，直至景定五年（1264年）才被元军诱降。得汉城原筑有四门，现仍保存有城墙和东、南、北三座城门，城内同时还存有炮台、衙署、鼓楼、监狱、天池、水井等遗址。得汉城南门旁历代游人凭吊得汉城的题记、诗文等石刻以“得汉城摩崖石刻”的名义于2012年列为四川省文物保护单位，得汉城遗址于2014年列为巴中市文物保护单位。  
該城曆為兵家重鎮，宋列四川“八柱”之一，城內古跡甚多，尤以歷代石刻題記為最，僅東、南門外崖壁上就有明清時期的石刻題記23悟，其中題字3幅，對聯3幅，詩詞12幅，其它5幅。這些石刻題記出自明代右都禦史林俊、書法家余誠、朱導，清代徐延伍等名家之手。有的巳收錄《四川歷代碑刻》，有的已收入各類志書。這些石刻題記內容全都與得漢城的歷史、山川、人文有關，書風各異，真、行、隸、草皆有，詩、聯、文俱全，融書法、詩文及石刻藝術於一體，具有極其重要的歷史和藝術價值。1994年，得漢城摩崖石刻被通江縣人民政府公佈為縣級文物保護單位，2012年7月16日公佈為四川省文物保護單位。。